# 러시아의 우크라이나 침공에 대한 조선민주주의인민공화국의 개입
러시아의 우크라이나 침공에 대한 조선민주주의인민공화국의 개입은 러시아-우크라이나 전쟁에서 조선민주주의인민공화국 (조선)이 맡은 역할을 다루는 문서이다. 2022년부터 조선은 러시아를 지지하며 도네츠크 인민 공화국과 루간스크 인민 공화국을 국가로 인정했다. 조선은 2024년 가을부터 자국 군인들에게 러시아 군복을 입혀 우크라이나로 파견한 것으로 알려졌다.

## 러시아에 대한 외교적 지원

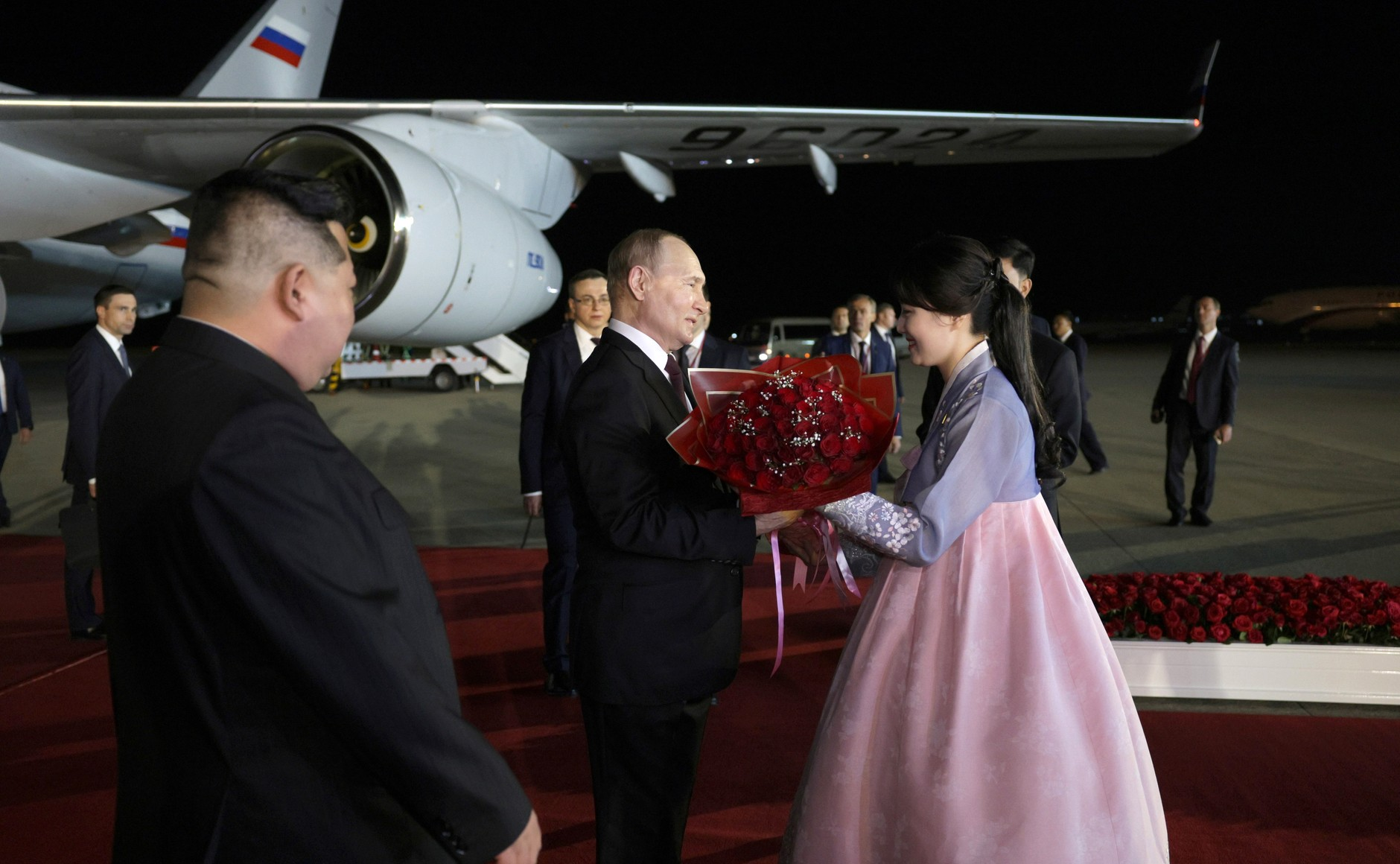
2024년 6월 조선 김정은 국무위원장(왼쪽)과 러시아 블라디미르 푸틴 대통령(가운데)의 회동 모습

조선은 우크라이나 전쟁 동안 반복적으로 러시아 편을 들었다. 2017년 초 크림반도를 러시아의 일부로 공식 인정했다.
러시아의 우크라이나 침공 이후에도 조선은 러시아에 대한 지원을 계속했다. 2022년 7월 조선은 러시아의 지원을 받는 도네츠크와 루한스크 인민 공화국의 독립을 인정했으며, 이로 인해 우크라이나와 조선 간의 외교 단절되었다.
우크라이나는 조선이 분리주의자들의 독립 주장을 인정한 것은 국제법을 심각하게 위반한 것이며 국가의 영토 보전권을 훼손하는 행위라며 비판했다. 우크라이나 외무부는 공식 성명을 통해 조선의 결정은 법적 의미가 없다고 밝혔다.
이 사건이 일어나기 전에도 조선민주주의인민공화국에 대한 제재로 인해 우크라이나와 조선의 관계는 거의 존재하지 않았다.

## 러시아에 대한 무기 지원

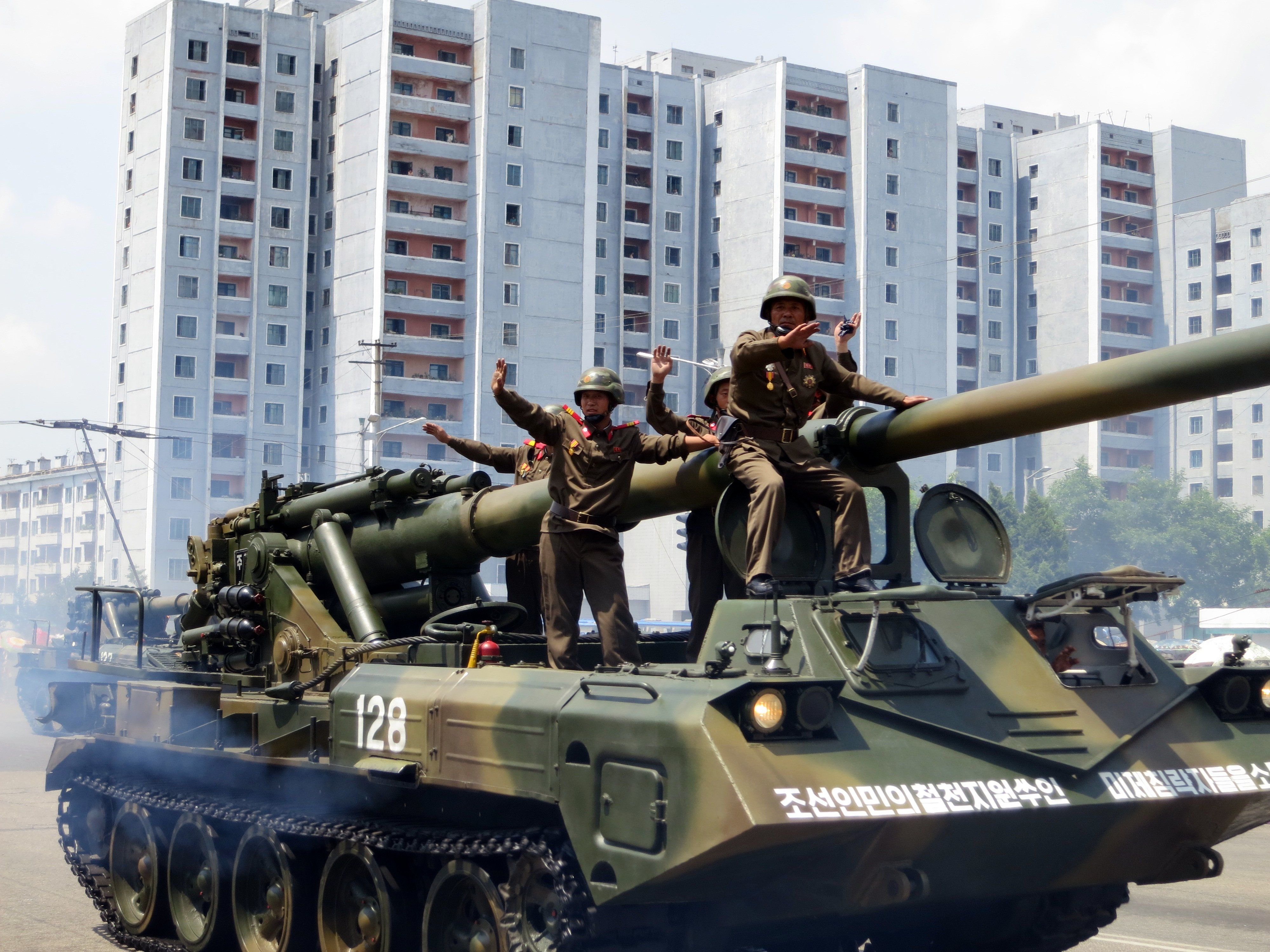
러시아에게 지원된 것으로 보도된 조선의 M-1989 곡산포

러시아-우크라이나 전쟁 초기 조선은 오래된 재고품을 이용해 러시아에 포병 탄약을 지원했다. 이때 조선은 군수산업을 전속력으로 가동해 연간 최대 200만발의 포탄을 생산할 수 있었던 것으로 러시아의 전쟁 수행에 상당한 기여를 했다.
2024년 11월 중순, 러시아군을 지원하기 위해 조선산 M-1989 곡산 자주포 50여문과 M-1991 단거리 미사일 체계 20여문이 러시아에 인도됐다.
위성락 전 대한민국 주러시아 대사는 코리아헤럴드와의 인터뷰에서 조선이 군사 지원에 대해 러시아가 보상금을 지불함에 따라 금융, 식량 위기 등 경제적 문제를 완화하는 데 도움이 될 것이라고 말했다. 한국 정보 당국은 포탄이 담긴 컨테이너 몇 개가 판매되면 조선은 수십만 톤의 쌀을 구매할 수 있을 것으로 추정되며, 러시아가 조선의 우주 기술 개발을 돕고 있을 수도 있다고 보고했다.

## 조선인민군의 러시아 파병
2024년 10월, 여러 언론에서는 대한민국의 정보기관 국가정보원을 인용해 조선인민군 러시아 동부에서 훈련을 받고 있으며, 군인들이 러시아 선박을 통해 블라디보스토크로 이송되었고, 그곳에서 러시아 군복과 가짜 신분증을 받아 신분을 은폐했다고 보도했다. 조선은 러시아를 지원하기 위해 특수부대 등 1만2000여 명의 병력을 파견하기로 결정했으며 이 중에는 장교 500여 명과 장군 3명이 포함돼 있다고 전해졌다. 조선군은 우수리스크, 울란우데, 크냐제-볼콘스코예 등 러시아 군사훈련장에서 훈련을 받았다.

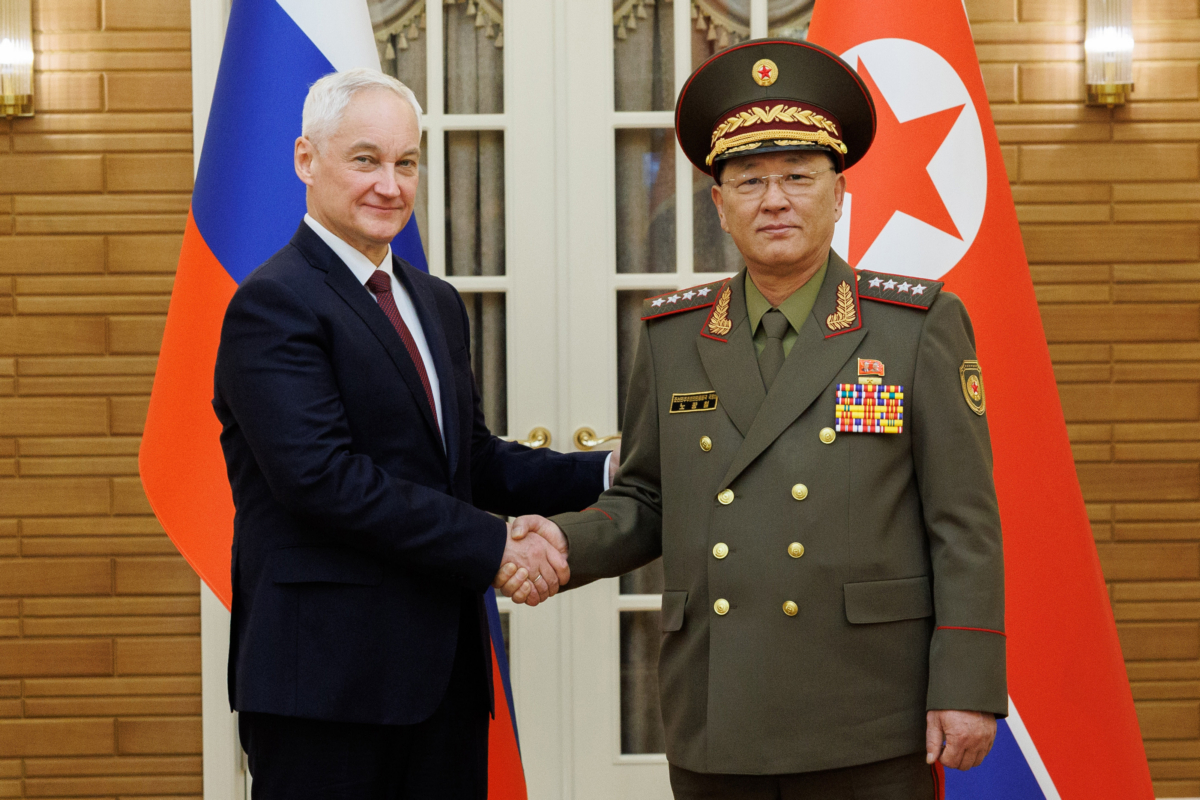
2024년 11월 29일 러시아 국방부 장관 안드레이 벨루소프와 조선인민군 인민무력부장 노광철

2024년 10월 나토는 조선군이 러시아로 파견됐다는 증거를 갖고 있다고 주장했다. 우크라이나 국방부 정보총국은 조선군이 2024년 10월 25일에 러시아 쿠르스크주에 도착했다고 주장했다.  이전 러시아 동부의 여러 지역에서  몇 주간 진행된 훈련은 러시아 국방부 차관인 유누스베크 예브쿠로프가 담당했으며 러시아가 군인들에게 탄약, 겨울용 의류, 위생용품 등을 제공하고 있다고 알려졌다. 조선 대사관 직원들도 훈련장에 가 훈련 중 군인들을 감독하고 번역 작업을 맡았던 것으로 보인다. 정예부대원들이 일류신 Il-76 수송기로 블라디보스토크에서 러시아 서부에 위치한 군 비행장으로 이송된 후 전투 지역에 투입되었다고 보도되었다.

우크라이나는 유엔 안전보장이사회에 러시아가 각각 2,000~3,000명의 병력으로 구성된 조선 여단 최소 5개를 자국 군대에 편입시키려 하고 있다고 보고했다. 미국 국방부 보고서에 따르면, 2024년 10월 말까지 약 1만 명의 조선군이 쿠르스크에 도착했으며, 조선군 부대 중에는 김정은의 측근이자 조선 특수부대 사령관인 김영복 총참모부 부참모총장도 포함된 것으로 전해진다.
조선의 최선희 외무장관은 2024년 11월 1일 모스크바에서 세르게이 라브로프 러시아 외무장관과 회동하여 우크라이나에 대한 최종 승리의 날까지 러시아에 군사적 지원을 계속 제공하겠다고 발표했으며, 조선의 김정은 국무위원장이 "정의 성전"에 참가하는 러시아군과 민간인에 대한 일관적인 지지를 명령했다고 말했다. 이와 관련해 라브로프는 양국 군부와 안보기관의 긴밀한 협력을 강조했다. 최선희는 파병과 관련해 11월 4일 모스크바에서 블라디미르 푸틴 러시아 대통령을 만났다. 11월 6일 러시아 연방평의회는 두 나라가 공격이 발생할 경우 서로 군사적 지원을 제공한다는 내용이 담긴 조선과의 방위 협정을 승인했다.
한국 정보당국은 러시아에 파견된 조선 군인들이 월급으로 2000달러 안팎을 받을 것으로 추정하고 있다.

### 쿠르스크 공세

조선군이 주둔했던 러시아 쿠르스크주 지역.

《뉴욕 타임스》는 2024년 11월 5일 러시아의 쿠르스크 지역에서 처음으로 우크라이나와 조선군 간의 충돌이 발생했다고 보도했다. 볼로디미르 젤렌스키 우크라이나 대통령은 "전세계 불안정성의 새 장을 열었다"고 말했다.
루스템 우메로프 우크라이나 국방부장관은 한국방송공사와의 인터뷰에서 처음으로 교전을 벌였다고 주장했으며, 군인들이 부랴트인으로 위장해 러시아군에 섞여있기 때문에 정확한 사상자나 포로 여부는 신원 확인 등 분석 절차를 거쳐 발표할 거라고 했다.

## 같이 보기
- 대한민국 국군의 베트남 전쟁 참전